# Hai chị em họ Đỗ
Hai chị em họ Đỗ là hai họa sĩ nữ Việt Nam nổi tiếng chuyên vẽ tranh lụa vào khoảng các năm thuộc thập niên 1960 ở Sài Gòn-Gia Định
Hai chị em là:
- Đỗ Thị Tố Phượng: là chị lớn, tốt nghiệp ở trường Quốc gia Cao đẳng Mỹ thuật. Nổi tiếng trong lĩnh vực tranh lụa. Đã từng đoạt huy chương đồng về tranh lụa và có nhiều tác phẩm hội họa gửi đi triển lãm quốc tế năm 1964.[1]
- Đỗ Thị Tố Oanh: còn có bút hiệu là Tố Oanh. Là giáo sư trường Cao đẳng Mỹ thuật Gia Định, cũng nổi tiếng ở thập niên 1960 vì tài vẽ tranh lụa, có rất nhiều tác phẩm đã được đem đi triển lãm trong và ngoài nước; nhiều tác phẩm đã được gửi sang tận Malaysia trong thời kỳ này.[1]

Hai chị em đều sinh ra ở vùng Gia Định.
Đánh giá về hai chị em trong thời kỳ này, nhà nghiên cứu Huỳnh Minh trong cuốn Gia Định xưa viết vào các năm 1960 ghi nhận:
| “ | Báo chí ngoại quốc cũng như báo chí Việt Nam đều có bài hết lời ca ngợi tài nghệ của hai cô qua nét họa độc đáo, hàm súc và linh động do cô sáng tạo. | ” |